# Piszczaty-Kończany
Piszczaty-Kończany – wieś w Polsce położona w województwie podlaskim, w powiecie wysokomazowieckim, w gminie Kobylin-Borzymy.
W latach 1975–1998 miejscowość administracyjnie należała do województwa łomżyńskiego.
Wierni kościoła rzymskokatolickiego należą do parafii Matki Boskiej Szkaplerznej w Starych Wnorach.

## Historia
Miejscowość założona prawdopodobnie na początku XV w., wymieniona w dokumencie z roku 1444.
W I Rzeczypospolitej Piszczaty-Kończany należały do ziemi bielskiej.
W roku 1827 było tu 15 domów i 82 mieszkańców. Pod koniec XIX w. Słownik geograficzny Królestwa Polskiego informuje: Piszczaty, wieś szlachecka nad rzeką Śliną, powiat mazowiecki, gmina Piszczaty, parafia Kobylin. Urząd gminy w Kobylinie-Borzymach.
W 1921 r. we wsi 22 budynki z przeznaczeniem mieszkalnym oraz 128 mieszkańców (64 mężczyzn i 64 kobiety). Wszyscy podali narodowość polską.